# Hiéroglyphe égyptien A45
Le hiéroglyphe égyptien A45 (pharaon assis portant la couronne decheret), est classifié dans la section A « L'Homme et ses occupations » de la liste de Gardiner ; il y est noté A45.

## Représentation
Il représente un pharaon assis, portant la couronne rouge de Basse-Égypte dšrt (hiéroglyphe S3). Il est translittéré bjty.

## Utilisation
| bit · t | A45 |

| bit · t | A45 |

C'est un déterminatif de termes désignant un monarque.
| A46 |

| A46 |

(pharaon assis portant la couronne decheret et le flagellum).